# João Massé

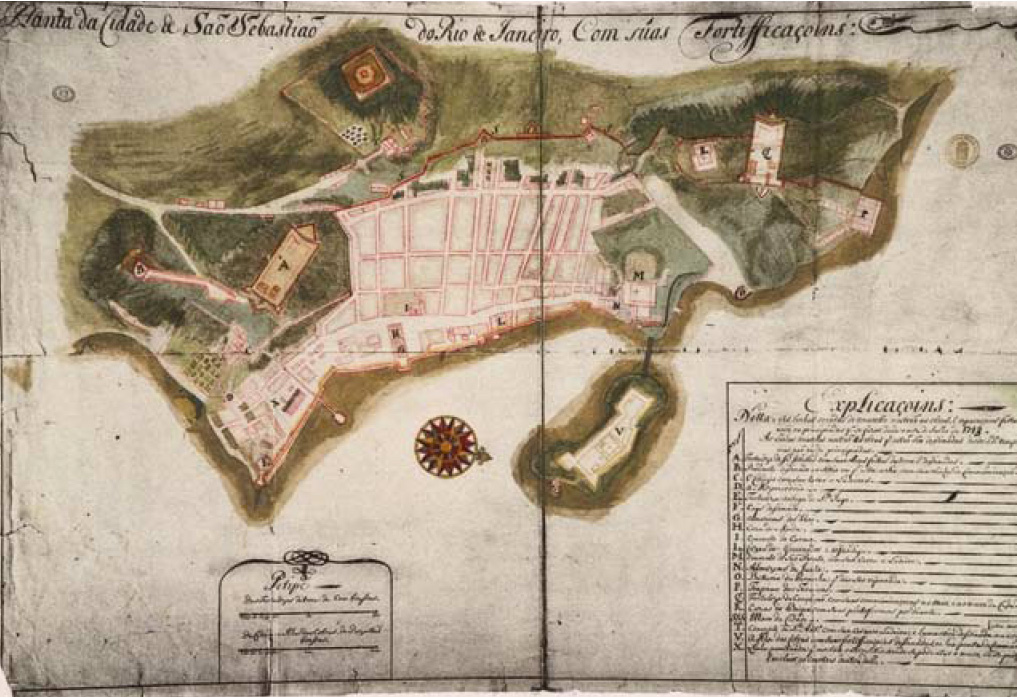
Planta da cidade de São Sebastião do Rio de Janeiro com suas fortificações (1713).

Jean Massé, também referido como João Massé (segunda metade do séc. XVII - primeira metade do séc. XVIII), foi um militar francês, com conhecimentos de engenharia, ao serviço de Portugal, e que atuou no Brasil entre 1713 e 1718.

## Biografia
Após a revogação do Édito de Nantes, João Destremau de Massé, filho de Mathieu Destremau, sieur de Massé e de Marthe de Sariac, nativo de la cidade de Le Houga (Armagnac), que era huguenote saiu da França em 1688, indo para a Inglaterra.
Quando eclodiu a Guerra da Sucessão Espanhola, e Portugal solicitou apoio à sua aliada, a Inglaterra enviou forças sob o comando do francês marquês de Ruvigny que, tendo também se refugiado na Inglaterra, foi agraciado naquele reino com o título de lorde Galway (ou Galloway). E João Massé foi um dos oficiais comissionados no exército português.
Massé chegou na Península Ibérica em 1705, "tendo atuado no cerco e tomada da cidade castelhana de Alburquerque, e, em 1712, participou da defesa da cidade portuguesa de Campo Maior, assediada por mais de mês pelos espanhóis que, ao final, retiraram-se sem conseguir tomar a praça portuguesa, façanha pela qual os defensores foram premiados pelo rei, inclusive Massé, a quem “mandou dar uma joia”.
Após o bem sucedido ataque do corsário francês René Duguay-Trouin (1711) à cidade do Rio de Janeiro,  D. João V de Portugal designou o Tenente-Coronel de Infantaria João Massé com a patente de brigadeiro, enviando-o em 1713 "ao Rio de Janeiro para examinar e reparar as fortificações daquela capitania e fazer as mais que forem necessárias para defensa e conservação dela; e feita esta diligência passará a fazer a mesma na Bahia e Pernambuco”.
É importante ressaltar que, "Naquela época, a engenharia militar, que era entendida como a 'arte de fortificar, e de atacar, e defender as praças', estava em seu início, e muitos oficiais, embora não formados em escolas militares, eram práticos nela, tal como no caso de João Massé, que era francês e oficial de infantaria".
Chegando ao Rio de Janeiro, João Massé, juntamente com Francisco Xavier de Távora, governador da Capitania do Rio de Janeiro, projetaram várias fortificações, entre elas um muro que cercaria a cidade pelo lado de terra e a Fortaleza de Nossa Senhora da Conceição. Em 1718 a fortaleza estava pronta, mas o muro não, sendo que por ser considerada pouco útil por seus contemporâneos, não foi concluída (ver Muralha da Rua da Vala). O traçado desta muralha e as fortificações projetadas para a cidade encontram-se em uma planta atribuída erroneamente ao João Massé, datada de 1713. 
Em 1714 esteve em Santos, São Paulo, estudando suas defesas e sugerindo obras como a Fortaleza de Santo Amaro da Barra Grande. Retornou ao Rio de Janeiro e dali foi para Salvador, na Bahia.
Na capitania da Bahia o seu projeto concentrou-se na defesa de Salvador. Para isso contou com a colaboração de militares locais, que conheciam a realidade daquela capital, a saber o Mestre-de-Campo Miguel Pereira da Costa e o Capitão Gaspar de Abreu, lente da Aula de Arquitetura Militar da Bahia. Desse vasto projeto com data de 1714, que conhecemos apenas por cópias, pouco foi executado além da reforma de algumas fortalezas, como o Forte de Nossa Senhora do Monte do Carmo, o Forte de São Marcelo, o Forte de São Pedro, a ampliação do dique do Tororó e a construção do Forte de São Paulo da Gamboa.
Ele retornou para Portugal em 1718, e permaneceu prestando serviços à Coroa Portuguesa. Promovido sargento-mor da batalha, ele morreu depois de 1740.
Seu filho Carlos Massé, nascido em 1724, foi Coronel de granadeiros e governador do Forte da Juromenha e em 1765 casou-se com Luiza de Mesquita Pimentel.